# Різанина в Піборі (Південний Судан)

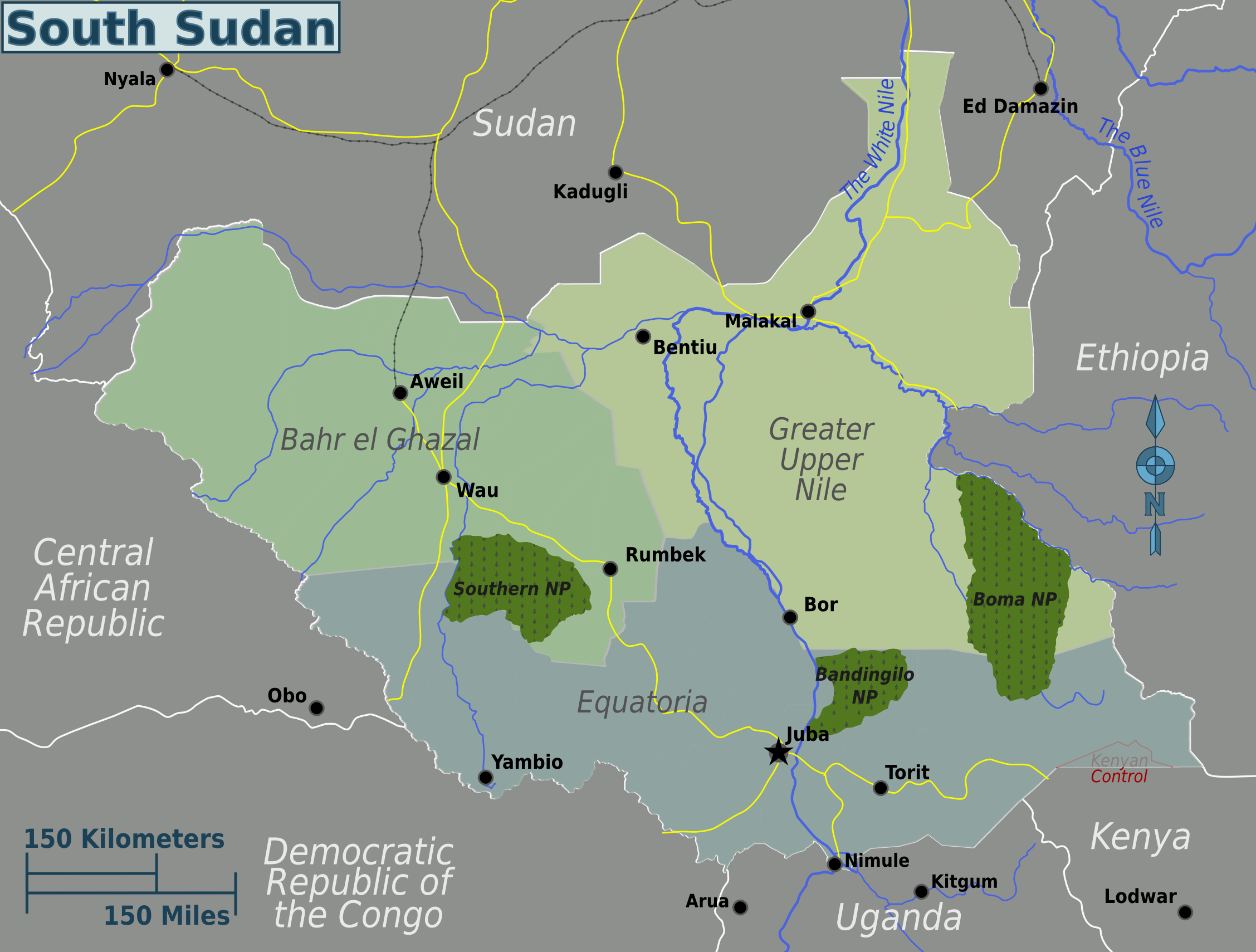
Географічний поділ Південного Судану

Різанина в Піборі — масове вбивство цивільних осіб в період з 23 грудня 2011 року по 4 січня 2012 року в окрузі Пібор штату Бома в Південному Судані. Бої проходили між племенами Мурле та Лоу Нуер, в основному через викрадення великої рогатої худоби та дітей, з метою видати їх за власних. Біла армія Нуер заявила про свій намір "знищити все плем'я Мурле з поверхні землі як єдине рішення для забезпечення довгострокової безпеки худоби Нуер". У доповіді Місії Організації Об'єднаних Націй в Південному Судані підрахували, що було вбито близько 900 осіб. За підрахунками Джошуа Коні (Joshua Konyi), комісара округу Пібор та Мурле, було вбито 2,182 жінок та дітей та 959 чоловіків, викрадено 1,293 дітей та викрадено 375,186 корів.

## Дивись також
- Різанина в місті Бор (Південний_Судан)
- Різанина в Бентіу (Південний_Судан)